# VA-barometern
VA-barometern är en attitydundersökning bland den svenska allmänheten som årligen undersöker svenskars uppfattningar om forskning och forskare. VA-barometern genomförs av organisationen Vetenskap & Allmänhet, VA. Den första VA-barometern genomfördes år 2002.
Varje år undersöks till exempel allmänhetens förtroende för forskare vid universitet och högskolor. Vissa frågor har ställts återkommande sedan 2002, medan vissa nya frågor utvecklas för att kunna följa samhällsutvecklingen och aktuella händelser.
VA-barometern publiceras årligen i en tryckt folder som också finns tillgänglig elektroniskt, tillsammans med frågorna som ställts. Den senaste VA-barometern finns tillgänglig på Vetenskap & Allmänhets webbplats.

## Metod
VA-barometern är en telefonundersökning bland den svenska allmänheten 16–74 år. Ett slumpmässigt urval av befolkningen kontaktas och cirka 1 000 intervjuer genomförs varje år. Resultaten är representativa vad gäller kön, ålder, kommuntyp och utbildningsnivå. Datainsamlingen sker i månadsskiftet september–oktober varje år och är avslutad innan årets Nobelpris tillkännages, då medieuppmärksamheten kring Nobelpriset skulle kunna påverka resultaten. Sedan 2012 genomförs intervjuerna av undersökningsföretaget Exquiro Market Research. Till VA-barometern finns en extern referensgrupp med expertis inom surveymetodik.

## Liknande undersökningar
VA-barometern har fått internationella efterföljare: den tyska Wissenschaftsbarometer som genomförs av organisationen Wissenschaft-im-Dialog sedan 2014, samt den schweiziska Wissenschaftsbarometer Schweiz, som genomförts en gång år 2016. Motsvarande undersökningar genomförs i bland annat Storbritannien, Finland, Nederländerna, Italien och Spanien. 